# 孔多爾瓦查南山 (萬卡亞區)
12°05′33″S 75°47′21″W / 12.09250°S 75.78917°W
孔多爾瓦查南山（Kuntur Wachanan），是秘魯的山峰，位於該國中南部利馬大區，由堯約斯省的萬卡亞區負責管轄，屬於秘魯中部山脈的一部分，海拔高度4,800米。